# ファイアー・ダウン・アンダー
『ファイアー・ダウン・アンダー』（Fire Down Under）は、アメリカ合衆国のヘヴィメタル・バンド、ライオットが1981年に発表した3作目のスタジオ・アルバム。

## 背景
エレクトラ・レコード移籍第1弾アルバムに当たり、プロデューサーのスティーヴ・ローブによれば、1980年の時点でレコーディングが完了していたが、当時の所属レーベル「キャピトル・レコード」から「売れ線でない」という理由で発売を拒否されたため、エレクトラと契約したという。「フラッシュバックス」には、ハマースミス・オデオン公演におけるニール・ケイのバンド紹介や、第1回モンスターズ・オブ・ロック出演時の歓声が挿入されている。
本作を最後に、オリジナル・ボーカリストのガイ・スペランザがバンドを脱退した。

## 反響・評価
アメリカではバンド初のBillboard 200入りを果たし、1981年10月24日付のチャートで最高99位を記録した。ジェイソン・アンダーソンはオールミュージックにおいて5点満点中4.5点を付け「幾つかの捨て曲もあるとはいえ、1981年のメタル・ディスクとしては最高傑作の一つで、ライオットの作品としては唯一、ジューダス・プリースト、アイアン・メイデン、（初期の）デフ・レパードといったメタル・シーンの中核をなすバンドに匹敵する」と評している。

## リイシュー
1997年にドイツのレーベル「High Voltage」から発売されたリマスターCDは、既にバンドと決別していたスティーヴ・ローブによる企画で、5曲のデモ音源がボーナス・トラックとして追加された。その後、メタル・ブレイド・レコーズが本作および次作『レストレス・ブリード』の発売権を得て、それに伴い日本での初CD化も実現した。

## 収録曲
特記なき楽曲はマーク・リアリとガイ・スペランザの共作。
1. ソーズ・アンド・テキーラ - "Swords and Tequila" - 3:15
2. ファイアー・ダウン・アンダー - "Fire Down Under" (Guy Speranza, Kip Leming) - 2:34
3. フィール・ザ・セイム - "Feel the Same" (Rick Ventura) - 4:29
4. アウトロー - "Outlaw" - 4:50
5. ドント・ブリング・ミー・ダウン - "Don't Bring Me Down" (Mark Reale, G. Speranza, R. Ventura, K. Leming, Sandy Slavin) - 2:57
6. ドント・ホールド・バック - "Don't Hold Back" - 3:15
7. オルター・オブ・ザ・キング - "Altar of the King" - 4:45
8. ノー・ライズ - "No Lies" (R. Ventura) - 4:10
9. ラン・フォー・ユア・ライフ - "Run for Your Life" - 3:15
10. フラッシュバックス - "Flashbacks" (M. Reale, G. Speranza, R. Ventura, K. Leming, S. Slavin) - 4:01

### 1997年リマスターCDボーナス・トラック
1. "Struck by Lightning" - 3:38
2. "Misty Morning Rain" (G. Speranza) - 3:08
3. "You're All I Needed Tonight" (G. Speranza, R. Ventura) - 2:58
4. "One Step Closer" (R. Ventura) - 2:12
5. "Hot Life" (R. Ventura) - 0:25

### 1999年リマスターCDボーナス・トラック
1. ミスティ・モーニング・レイン - "Misty Morning Rain" (G. Speranza) - 3:07
2. ユア・オール・アイ・ニーディッド・トゥナイト - "You're All I Needed Tonight" (G. Speranza, R. Ventura) - 2:58

## 参加ミュージシャン
- ガイ・スペランザ - ボーカル
- マーク・リアリ - ギター
- リック・ヴェンチュラ - ギター
- キップ・レミング - ベース
- サンディ・スレイヴィン - ドラムス